# Asesinato de Marise Chiverella
El 18 de marzo de 1964, Marise Ann Chiverella, una niña estadounidense de 9 años, fue violada y asesinada mientras se dirigía a la escuela por James Paul Forte, de 22 años, en Hazleton, en el estado de Pensilvania.
El asesinato permaneció sin resolver durante casi 58 años, hasta que en 2022 las autoridades anunciaron que el autor había sido identificado como James Paul Forte mediante una investigación de genealogía genética. Se cree que es el caso sin resolver más antiguo de Pensilvania resuelto mediante este método. Su resolución obtuvo gran cobertura mediática, en parte debido al hecho de que Eric Schubert, un estudiante universitario de 20 años, desempeñó un papel importante en la identificación del autor.

## Asesinato
En la mañana del 18 de marzo de 1964, Marise Ann Chiverella, de 9 años de edad, salió de su casa para ir a la escuela, llevando alimentos enlatados para dar a su maestra, en la Escuela Parroquial de San José en Hazleton. En algún momento, mientras Chiverella caminaba hacia la escuela, fue secuestrada por James Paul Forte. Forte violó y luego asesinó a Chiverella por estrangulamiento.
Ese mismo día por la tarde, un hombre estaba dando clases de conducir a su sobrino de 16 años cuando se encontraron con lo que al principio pensaron que era una "muñeca grande" en un pozo de una mina de carbón, pero pronto se dieron cuenta de que era el cadáver de Chiverella y llamaron a la policía.

## Investigación
A pesar de meses de trabajo incesante, las autoridades no pudieron recuperar ninguna pista inicial tras el asesinato.
Décadas después, en 2018, las autoridades se asociaron con Parabon NanoLabs, una empresa de tecnología de ADN y genealogía genética. Al año siguiente, la empresa compartió el perfil de ADN con bases de datos genealógicas.
Las autoridades empezaron a trabajar con el genealogista y estudiante del Elizabethtown College, Eric Schubert, entonces de 18 años, en 2020. El ADN del semen en la ropa de Chiverella se cargó en bases de datos de genealogía públicas, lo que condujo a un primo lejano del perpetrador que Schubert luego identificó.

### 2022: actualización e identificación del autor
El 12 de febrero de 2022, las autoridades anunciaron que, con la ayuda de la investigación de Schubert y el trabajo inicial de Parabon NanoLabs, el autor había sido identificado como James Paul Forte, de 22 años de edad en el momento de los hechos. Vivía a seis o siete manzanas de Chiverella, pero no tenía ninguna relación conocida con ella o su familia. Una vez identificado como principal sospechoso del asesinato, se aprobó la exhumación del cadáver de Forte.

## Autoría
James Paul Forte era camarero y vendedor de artículos de bar de la zona de Hazleton. Nació en dicha ciudad y vivió ahí toda su vida. Nunca estuvo casado ni tuvo hijos conocidos. Forte fue detenido en 1974 en un caso no relacionado con cargos de relaciones sexuales desviadas involuntarias y agresión sexual. Forte llegó a un acuerdo con la fiscalía por la condena menos grave de agresión con agravantes y fue condenado a un año de libertad condicional. Fue detenido de nuevo en 1978 acusado de imprudencia temeraria y acoso. Murió en 1980, a la edad de 38 años, de un infarto en el bar donde trabajaba.